# フェルディナント・ツィルケル
フェルディナント・ツィルケル（Ferdinand Zirkel, 1838年3月20日 - 1912年6月12日）はドイツの地質学者、岩石学者である。カール・ハインリヒ・ローゼンブッシュとともにドイツでの顕微鏡岩石学（記載岩石学、petrography）の創始者の一人である。
プロイセン王国時代のボンで生まれた。ボン大学で学び、1861年に博士号を得た。1863年にレムベルク大学、1868年にキール大学、1870年にライプツィヒ大学の地質学の教授となった。1898年にロンドン地質学会のウォラストン・メダル、1899年にコテニウス・メダルを受賞した。ボンにて没。
鉱物のジルケル鉱、月の峰ツィルケル峰 (Dorsum Zirkel) はツィルケルにちなんで命名されている。

## 著書
- Geologische Skizze von der Westkiisle Schottlands (1871)
- Die Struktur der Variolite (1875)
- 『顕微鏡岩石学』Microscopical Petrography (1876)
- Limurit aus der Vallee de Lesponne (1879)
- Über den Zirkon (1880)
- 『岩石学教本』Lehrbuch der Petrographie（1866; 2訂 1893, 1894）
- 『鉱物と岩石の顕微鏡的特徴』Die mikroskopische Beschaffenheit der Mineralien und Gesteine (1873)